# 童世骏
童世骏（1958年9月14日—），上海人，华东师范大学哲学系终身教授。现任上海纽约大学校长，曾任华东师范大学党委书记。

## 生平
毕业于上海市虎林中学，1975年3月起在崇明县跃进农场工作，1976年9月加入中国共产党，1978年考入华东师范大学，1982年获学士学位，1984年获硕士学位，同年留校任教。1994年获卑尔根大学哲学专业博士学位。2009年1月起任上海市社会科学院党委副书记兼哲学研究所所长，2011年7月至2019年12月任中共华东师范大学委员会书记，2020年6月任上海纽约大学校长。